# Nguyễn Tiến Long (kiểm sát viên)
Nguyễn Tiến Long là kiểm sát viên cao cấp người Việt Nam. Ông hiện giữ chức vụ Chánh Văn phòng Viện kiểm sát nhân dân tối cao Việt Nam. Ông từng là Viện trưởng Viện kiểm sát nhân dân tỉnh Bắc Ninh.

## Tiểu sử
Nguyễn Tiến Long quê quán ở xã Văn Môn, huyện Yên Phong, tỉnh Bắc Ninh.
Nguyễn Tiến Long là đảng viên Đảng Cộng sản Việt Nam.
Từ ngày 1 tháng 12 năm 2011, Nguyễn Tiến Long, Tỉnh ủy viên tỉnh ủy Bắc Ninh, Phó Viện trưởng VKSND tỉnh Bắc Ninh, được Viện trưởng Viện kiểm sát nhân dân tối cao Việt Nam bổ nhiệm giữ chức vụ Viện trưởng VKSND tỉnh Bắc Ninh.
Nguyễn Tiến Long là ủy viên Ban Chấp hành Đảng bộ ĐCSVN tỉnh Bắc Ninh khóa 19 nhiệm kì 2015-2020.
Năm 2016, Nguyễn Tiến Long là Tỉnh ủy viên, Bí thư Ban cán sự Đảng, Viện trưởng VKSND tỉnh Bắc Ninh.
Ngày 3 tháng 4 năm 2016, Nguyễn Tiến Long được bổ nhiệm Kiểm sát viên cao cấp.
Kể từ ngày 1 tháng 2 năm 2018, Nguyễn Tiến Long, Kiểm sát viên cao cấp, Viện trưởng VKSND tỉnh Bắc Ninh, được Viện trưởng Viện kiểm sát nhân dân tối cao Việt Nam Lê Minh Trí điều động, bổ nhiệm giữ chức vụ Chánh Văn phòng Viện kiểm sát nhân dân tối cao Việt Nam theo Quyết định số 01/QĐ-VKSTC ngày 30/01/2018. Chức vụ của Nguyễn Tiến Long và Nguyễn Hải Trâm được hoán đổi cho nhau.